# Malmö kammarkör
Malmö kammarkör, blandad kör som grundades 1975. Dirigent sedan starten är professor Dan-Olof Stenlund.

## Diskografi
- Anton Bruckner: Ausgewählte Werke (2005)
- Bach: Matteuspassionen (2004)
- Francis Poulenc (2003)
- Scania sonans (1997)
- Olof Lindgren: Konsert för cello och blandad kör.  (1997)
- Godbitar från Pildammsteatern (1995)
- Edvard Grieg (1993)
- Sigfried Naumann (1987)
- Gunnar Wennerberg (1983)
- Joseph Ryelandt, August Söderman, Wilhelm Peterson-Berger (1981)
- Julmusik
- Sjung av hjärtat, sjung